# へき地保育所
へき地保育所（へきちほいくしょ）は、児童福祉法第39条に規定されている保育所を設置することが著しく困難であると認められる地域に設置される児童を保育するための施設である。「へき地保育所の設置について」（昭和36年厚生省発児第76号）において、その詳細が定められており、都道府県知事、もしくは中核都市市長が設置基準を満たしていると認めた場合、設置ができる。設置の主体は市町村長で、児童の定員は30名程度とされている。
「保育所」と呼ばれているが、いわゆる認可保育所の基準を満たしておらず、現行法令上は子ども・子育て支援法による地域型保育事業所、もしくは同法に規定する特例保育を実施する施設として扱われる（認可外保育施設に含める場合もあるが法令上の扱いは異なる）。

## 背景
交通手段などがまだ発達していなかった昭和30年代半ば、山間地や離島など認可保育所の設置が困難な地域に多く設置された。おおよそは、市町村が主体となって運営しており、独立した施設のほか、寺院、公民館、集会所などを利用して運営されているケースが多い。設置及び運営の基準は、「へき地保育所の設置について」に定められているものと、「児童福祉施設の設置及び運営に関する基準」(昭和23年厚生省令第63号)の精神を尊重して行うことになっている。
近年、交通の発達、保育内容向上の要望、少子化などの事情により、近隣地域の認可保育所に整理統合が進みつつある。北海道、北関東の一部、九州、沖縄などの離島ではまだ残っているものもある。

## 現況
平成18年（2006年）10月の社会福祉施設調査報告によれば、公営671ヵ所、私営142ヵ所があり、入所児童数は、公営で10,659人、私営で2,781人、計13,440人、１ヶ所あたり17人になる。
2021年度に特例保育の実施に要する費用の給付対象となったのは225施設であった。